# Conseil régional (France)
Pour les articles homonymes, voir Conseil régional.
| Étiquettes politiques des présidents des assemblées des régions. - Parti socialiste (5) - Divers gauche (4) - Femu a Corsica (1) - Renaissance (1) - Les Centristes (1) - Les Républicains (3) - Divers droite (2) |

En France, le conseil régional est l'assemblée délibérante des régions. Il gère les affaires de la région. Il exerce des compétences notamment dans le domaine des lycées, des transports dits « régionaux » (transport express régional) et de l'action économique. Depuis 1986, ses membres sont élus au suffrage universel direct pour six ans, lors des élections régionales. Son président exerce les fonctions exécutives.

## Historique

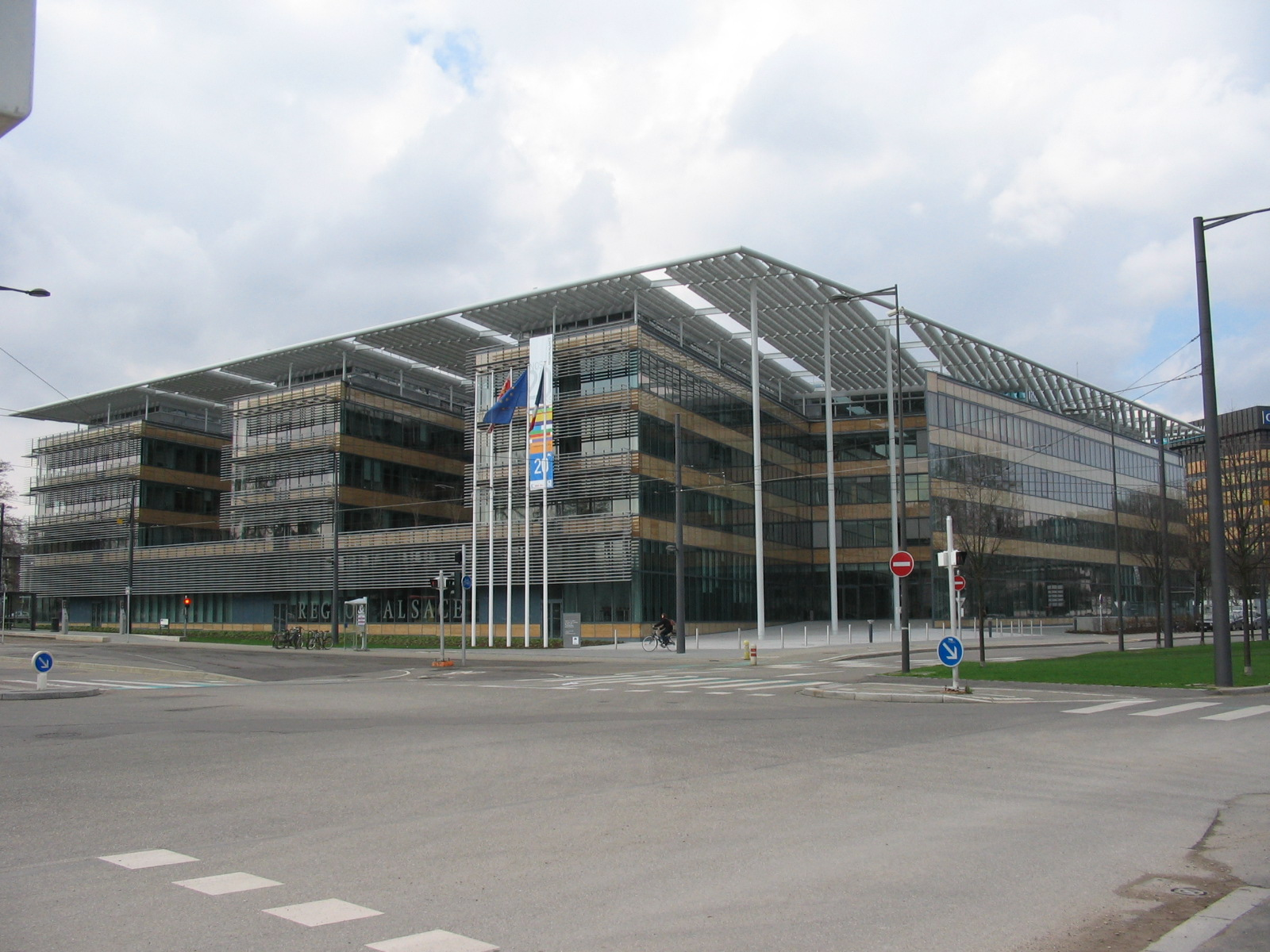
La maison de la région où siège le conseil régional d'Alsace à Strasbourg.

Le premier découpage administratif régional de la France date de 1956, l'actuel découpage date de 2016. Après que le référendum sur la réforme du Sénat et la régionalisation du 27 avril 1969 conduit au rejet du projet de loi constitutionnelle projetant, notamment, la création d'une nouvelle catégorie de collectivités territoriales, la région, le gouvernement décide néanmoins de s'engager dans un processus de régionalisation, plus modeste.
Ainsi naissent des conseils régionaux, d'abord nommés « établissements publics régionaux » (EPR), créés par la loi du 5 juillet 1972. Ils sont alors composés de tous les parlementaires de la région ainsi que de représentants en nombre égal nommés par les conseils généraux et les principales municipalités. Ils votent chaque année un faible budget, constitué de quelques taxes fiscales (notamment permis de conduire et taxe additionnelle sur les cartes grises) et d'emprunts. Le budget sert à financer des équipements d'intérêt régional. Le préfet de région, représentant de l'État, est chargé d'exécuter les décisions du conseil régional.
Aux côtés du conseil régional siège le Comité économique et social (renommé Conseil économique social et environnemental régional ou CESER depuis 1992), assemblée composée de représentants des différents secteurs socio-économiques. Son rôle est purement consultatif et se traduit par la délivrance d'avis à destination du conseil régional et par l'élaboration de rapports et d'études. Les partis politiques, puis l'opinion, montrent un intérêt croissant pour le niveau de collectivité.
En 1982 et 1983, l'État transfère dans le cadre de la décentralisation un certain nombre de ses compétences aux régions, notamment les lycées et la formation professionnelle. En 1986, la région, qui est jusqu'alors un établissement public régional, devient une collectivité locale à part entière. L'existence de la nouvelle collectivité territoriale qu'est la région est désormais explicitement mentionnée dans la Constitution, dont la révision en 2003 lance ainsi une nouvelle étape de décentralisation, qualifiée d'Acte II de la décentralisation.
De nouvelles réformes sont votées entre 2008 et 2012, qui seront en grande partie abrogées après l’alternance de 2012. Enfin, l’« Acte III de la décentralisation » conduit à constituer de nouvelles délimitations des régions et à renforcer les compétences des régions.

## Fonctionnement

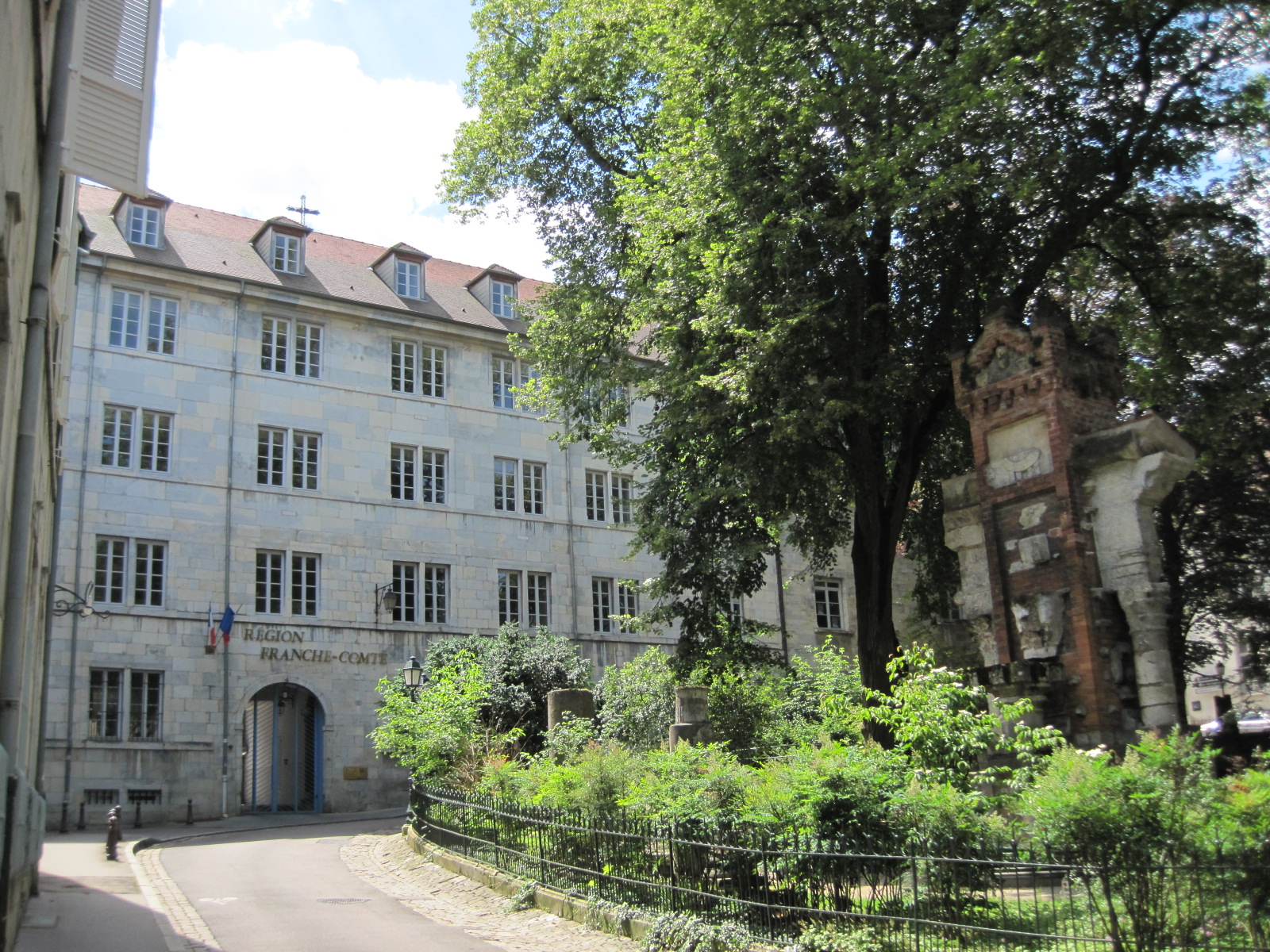
L’hôtel de région de Besançon, siège du conseil régional de Bourgogne-Franche-Comté.

Le conseil régional élabore son règlement intérieur qui détermine notamment le nombre, les compétences et le mode de fonctionnement des commissions.
Depuis 1986, les conseillers régionaux, dont le nombre par assemblée varie en fonction de la population de la région (de 41 membres en Guadeloupe à 209 membres pour l’Île-de-France), sont élus au suffrage universel direct tous les six ans. Depuis 2016, la France compte 1758 conseillers régionaux. Ils sont élus, et rééligibles, sur des listes composées au sein de circonscriptions électorales de niveau départemental.
Les conseils régionaux ont les mêmes conditions de fonctionnement que les conseils départementaux :
- réunions plénières au moins une fois par trimestre à l'initiative du président ou à la demande de la commission permanente ou du tiers des membres sur un ordre du jour déterminé ;
- information des conseillers régionaux assurée par un rapport sur chacune des affaires à débattre adressé au moins douze jours avant la séance ;
- séances ouvertes au public, sauf en cas de huis clos décidé par le conseil ou en cas d'agitation, le président pouvant exercer son pouvoir de « police des séances » et restreindre l'accès du public aux débats.

En cas d'impossibilité de fonctionnement, le gouvernement peut dissoudre le conseil régional par décret en Conseil des ministres.
De façon similaire aux conseils départementaux, la commission permanente est une émanation du conseil régional, composée du président et des vice-présidents du conseil régional ainsi que d’un ou plusieurs autres membres. Le conseil peut lui déléguer une partie de ses fonctions, à l’exception de celles concernant le vote du budget, l’approbation du compte administratif (budget exécuté). La commission permanente remplace de fait le conseil entre ses réunions.

## Rôles et responsabilités
La loi du 7 août 2015 portant sur une nouvelle organisation territoriale de la République (NOTRe) a renforcé le pouvoir des régions : elles disposent désormais d'une compétence exclusive en matière d'aides aux entreprises. En matière de transport public, les transports interurbains et scolaires gérés par les conseils départementaux leur sont transférés. Elles peuvent disposer d'une délégation de compétences de l'État en matière d'emploi.
Les principales responsabilités du conseil régional sont :

### Développement économique
En particulier le soutien, y compris financier, aux entreprises, à l'innovation, à l'internationalisation. Partageant cette compétence avec les intercommunalités, elle en est le chef de file et peut cadrer ou orienter les choix aux collectivités de rang inférieur (via le SRADDET notamment).

### Gestion des fonds structurels européens
Les conseils régionaux gèrent les fonds structurels européens depuis leur décentralisation de l'État aux régions en 2014 (FEDER, FEADER, FSE) soit 20,6 milliards d'euros de crédits européens pour la période 2014-2020.

### Organisation des transports express régionaux (TER)
Les conseils régionaux sont responsables de l'organisation des transports express régionaux (TER) avec la compétence d'autorité organisatrice. Le conseil régional est également chef de file de l'intermodalité avec les intercommunalités chargées du transport urbain (depuis la loi du 27 janvier 2014 dite MAPTAM).

### Lycées
Les conseils régionaux sont responsables de la construction, de l'entretien, de la gestion des services de restauration, d'internat, de maintenance informatique et subventions de fonctionnement pour les lycées et la gestion du personnel TOS, la formation professionnelle, l'apprentissage et l'orientation (hors orientation scolaire et universitaire du ressort de l'État) : élaboration de la politique et de la carte des formations professionnelles et gestion des lycées professionnels, achat des formations pour les demandeurs d'emplois, bourses aux formations sociales et paramédicales, apprentissage.

### Environnement et transition énergétique
Le conseil régional est chef de file en matière de biodiversité, de qualité de l'air, de climat et d'énergie : elle élabore le schéma régional climat air énergie (SRCAE, maintenant intégré dans le SRADDET), le schéma régional de cohérence écologique (SRCE, maintenant intégré dans le SRADDET), le plan régional pour la qualité de l'air, cadre les PCAET, et pilote les parcs naturels régionaux et le réseau des réserves naturelles régionales.

### Équipements structurants
Certains ports, aéroports et voies navigables.

### Aménagement du territoire
Les conseils régionaux sont responsables de l'aménagement du territoire : élaboration du contrat de projet État-région avec l'État et du schéma régional d'aménagement et de développement durable du territoire (SRADT) qui ont évolué en SRADDET, schémas interrégionaux de littoral et de massif, schéma régional des carrières.

### Culture, sport, logement, politique de la ville
Les régions interviennent au titre de leurs politiques, plus ou moins volontaristes selon les cas et les époques.

## Indemnités
Le président du conseil régional perçoit une indemnité maximale de 5 639,63 € par mois.
Pour les vice-présidents, les membres de la commission permanente et les conseillers régionaux, l'indemnité maximale varie en fonction du nombre d'habitants de la région :
- vice-président du conseil régional : indemnité maximale de conseiller majorée de 40 %.
  - Moins de 1 000 000 habitants : 2 178,06 €
  - De 1 000 000 à 1 999 999 habitants : 2 722,58 €
  - De 2 000 000 à 2 999 999 habitants : 3 267,09 €
  - De plus de 3 000 000 habitants : 3 811,61 €
- Membre de la commission permanente : indemnité maximale de conseiller majorée de 10 %.
  - Moins de 1 000 000 habitants : 1 711,34 €
  - De 1 000 000 à 1 999 999 habitants : 2 139,17 €
  - De 2 000 000 à 2 999 999 habitants : 2 567,00 €
  - De plus de 3 000 000 habitants : 2 994,84 €
- conseiller régional :
  - Moins de 1 000 000 habitants : 1 555,76 € par mois ;
  - De 1 000 000 à 1 999 999 habitants : 1 944,70 € par mois ;
  - De 2 000 000 à 2 999 999 habitants : 2 333,64 € par mois ;
  - De plus de 3 000 000 habitants : 2 722,58 € par mois.

## Élection des conseillers régionaux
En France, depuis 1986, les conseillers régionaux sont élus au suffrage universel direct tous les six ans au scrutin de liste mixte (scrutin proportionnel à deux tours avec prime majoritaire égal au quart des sièges à pourvoir). Ils sont rééligibles. Ils sont élus par départements. Ils élisent le président du conseil régional qui, depuis 1982, dispose du pouvoir exécutif, est autorisé à recruter du personnel pour constituer ses services, tout en étant donc chargé de faire voter et exécuter les décisions budgétaires.
Le président du conseil régional est élu à la tête du conseil régional d'une région. Il préside l'exécutif de cette collectivité territoriale.

## Statut et profil sociologique du conseiller régional

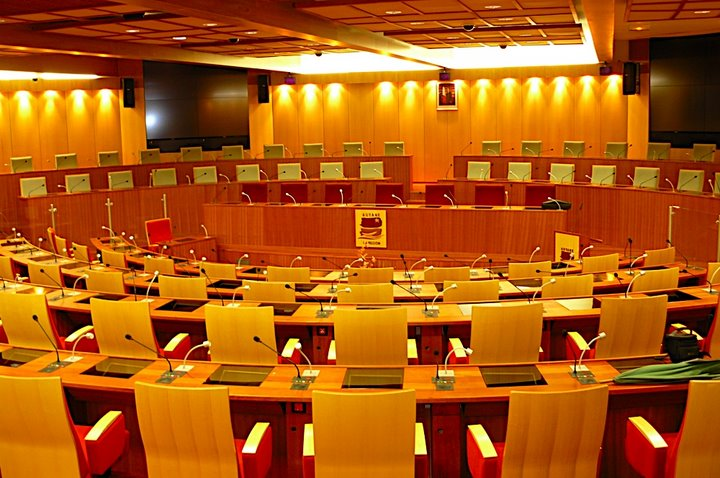
Hémicycle du conseil régional de la Guyane.

En 2008, l'indemnité maximale du président d'un conseil régional est de 5 441 € par mois.
Pour les conseillers régionaux, elle varie en fonction du nombre d'habitants.
- Moins de 1 000 000 habitants : 1 500 € par mois
- De 1 000 000 à 2 000 000 habitants : 1 877 € par mois
- De 2 000 000 à 3 000 000 habitants : 2 251 € par mois
- Plus de 3 000 000 habitants : 2 626 € par mois

Selon une étude du chercheur du CEVIPOF Luc Rouban, les conseillers régionaux élus en 2010 sont à 57 % issus de catégories professionnelles supérieures, pour 14 % rattachées aux catégories populaires et 29 % aux catégories moyennes. Les grandes écoles sont peu représentées, mais 57 % sont issus du secteur public ou y exercent encore, dont 13 % de fonctionnaires territoriaux, 5 % d’agents de l’État. Les permanents politiques et membres de cabinets et d’entourages politiques représentent 11 % de toutes les professions. Les conseillers régionaux ont en moyenne 50 ans. Si la parité est de rigueur dans les assemblées, seules cinq femmes président un exécutif : Carole Delga, Marie-Guite Dufay, Valérie Pécresse, Huguette Bello et Christelle Morançais.

## Liste des conseils régionaux
Depuis 2016, les conseils régionaux sont :
1. le conseil régional d'Auvergne-Rhône-Alpes (a remplacé en 2016 les conseils régionaux d'Auvergne et de Rhône-Alpes) ;
2. le conseil régional de Bourgogne-Franche-Comté (a remplacé en 2016 les conseils régionaux de Bourgogne et de Franche-Comté) ;
3. le conseil régional de Bretagne ;
4. le conseil régional du Centre-Val de Loire ;
5. le conseil régional du Grand Est (a remplacé en 2016 les conseils régionaux d'Alsace, de Champagne-Ardenne et de Lorraine) ;
6. le conseil régional de la Guadeloupe ;
7. le conseil régional des Hauts-de-France (a remplacé en 2016 les conseils régionaux du Nord-Pas-de-Calais et de  Picardie) ;
8. le conseil régional d'Île-de-France ;
9. le conseil régional de Normandie (a remplacé en 2016 les conseils régionaux de Basse-Normandie et de Haute-Normandie) ;
10. le conseil régional de Nouvelle-Aquitaine (a remplacé en 2016 les conseils régionaux d'Aquitaine, du Limousin et de Poitou-Charentes) ;
11. le conseil régional d'Occitanie (a remplacé en 2016 les conseils régionaux du Languedoc-Roussillon et de Midi-Pyrénées) ;
12. le conseil régional des Pays de la Loire ;
13. le conseil régional de Provence-Alpes-Côte d'Azur ;
14. le conseil régional de La Réunion.

Assemblées assimilées :
- la collectivité de Corse (depuis 2018 ; collectivité territoriale de Corse auparavant), collectivité territoriale unique, dotée de compétences spécifiques, est assimilée à une région ; l'Assemblée de Corse en est son organe délibérant ;
- la collectivité territoriale de Guyane, collectivité territoriale unique, dotée de compétences spécifiques, est assimilée à une région ; l'Assemblée de Guyane en est son organe délibérant ;
- la collectivité territoriale de Martinique, collectivité territoriale unique, dotée de compétences spécifiques, est assimilée à une région ; l'Assemblée de Martinique en est son organe délibérant ;
- le département de Mayotte, collectivité territoriale unique, dotée de compétences spécifiques, est assimilée à une région ; le conseil départemental de Mayotte y exerce les compétences d'une région et pas seulement celles d'un département.